# Aminatou Haidar

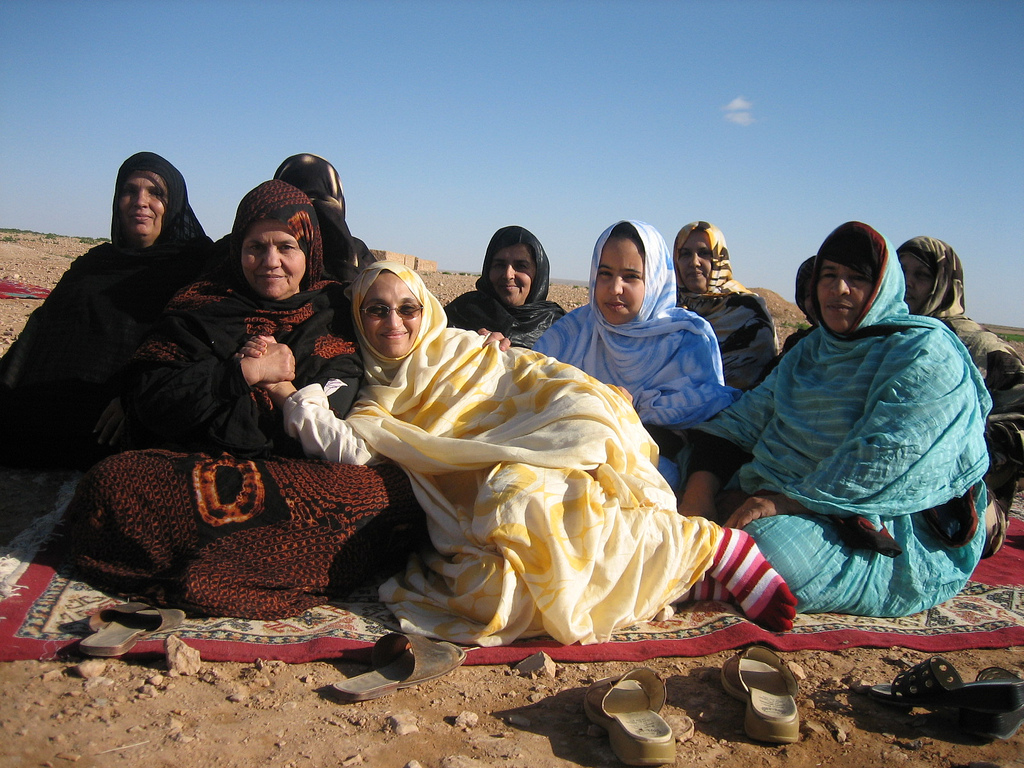
Haidar wraz z przedstawicielkami ludu Sahrawi (2006)

Aminatou Haidar Ali Ahmed (arab. ‏أميناتو حيدر‎; ur. 24 lipca 1966 w Laayoune) – saharyjska działaczka społeczna i polityczna, działaczka niepodległościowa. Ze względu na swoje zaangażowanie nazywana bywa „Saharyjską Gandhi” lub „Saharyjską La Pasionarią”.

## Aresztowania

### Pierwsze aresztowanie
Urodziła się 24 lipca 1966 roku w mieście Laayoune, rodzinnym mieście swojej babki Beduinki. Działalność społeczną rozpoczęła w wieku 21 lat, gdy uczestniczyła w pokojowej demonstracji przeciwko marokańskiej administracji Sahary Zachodniej. Wraz z wieloma innymi uczestnikami została zmuszona do poddania się przez władze marokańskie i przetrzymywana bez procesu aż do 1991 roku, kiedy została uwolniona. Według Kerry Kennedy z Centrum Sprawiedliwości i Praw Człowieka Roberta F. Kennedy'ego Haidar była kneblowana, głodzona, pozbawiana snu, poddawana rażeniu prądem i bita podczas uwięzienia.

### Drugie aresztowanie
17 czerwca 2005 roku została zaatakowana przez policję w drodze na demonstrację w El Aaiún w intencji niepodległości Sahary Zachodniej. Po przyjęciu do szpitala i założeniu dwunastu szwów z powodu urazu głowy została aresztowana pod zarzutem „udziału w brutalnych działaniach protestacyjnych” oraz „przynależności do nieautoryzowanego stowarzyszenia”. Następnie przetrzymywana była w więzieniu w El Aaiún. Po aresztowaniu rozpoczęła strajk głodowy domagając się dochodzenia w sprawie zarzutów a także poprawy warunków zatrzymania.
14 grudnia została skazana na siedem miesięcy więzienia przez Sąd Apelacyjny w El Aaiún. Amnesty International, która wysłała obserwatora na relację z procesu, oświadczyła, że „proces mógł być niesprawiedliwy”. W konsekwencji organizacja utwierdza się w przekonaniu, że siedmiu obrońców praw człowieka może być więźniami sumienia”. Parlament Europejski wezwał również do jej natychmiastowego uwolnienia wraz z 37 innych więźniów politycznych, zaś 17 stycznia 2006 roku została uwolniona.

## Wydalenie z Sahary Zachodniej

### Motyw
13 listopada 2009 roku władze Maroka zatrzymały Haidar na lotnisku w Laayoune, kiedy próbowała wrócić z Wysp Kanaryjskich, gdzie była na odebraniu jednej z przyznanej jej nagród. Odmówiła podania swojej narodowości jako „marokańskiej”. Władze odmówiły jej ponownego wjazdu, skonfiskowały paszport i bez niego odesłały z powrotem na Wyspy Kanaryjskie. Dwóch hiszpańskich dziennikarzy, którzy jej towarzyszyli, zostało zatrzymanych na kilka godzin. Marokańska urzędniczka nazwała jej odmowę nazywania się Marokanką „zdradą narodową” i stwierdziła, że Haidar nie będzie mogła wrócić do El-Aaiún, dopóki nie przeprosi za swoje skandaliczne słowa. Hiszpańska gazeta El Paío publikowała dokumenty wykazujące, że rząd Maroka dokonał trzech różnych rezerwacji lotu dla Haidar przed jej powrotem, wskazując, że planowali ją wydalić z wyprzedzeniem.
Po przybyciu na lotnisko na Lanzarocie Haidar rozpoczęła strajk głodowy. Oskarżyła urzędników o trzymanie jej wbrew jej woli, nie pozwalając jej na powrót do Sahary Zachodniej bez paszportu. 17 listopada firma zarządzająca lotniskiem Aena wniosła przeciwko niej zarzuty za zakłócenie porządku publicznego. Była zobowiązana do stawienia się w sądzie w Arrecife i ukarana grzywną w wysokości 180 euro.

### Reakcje międzynarodowe

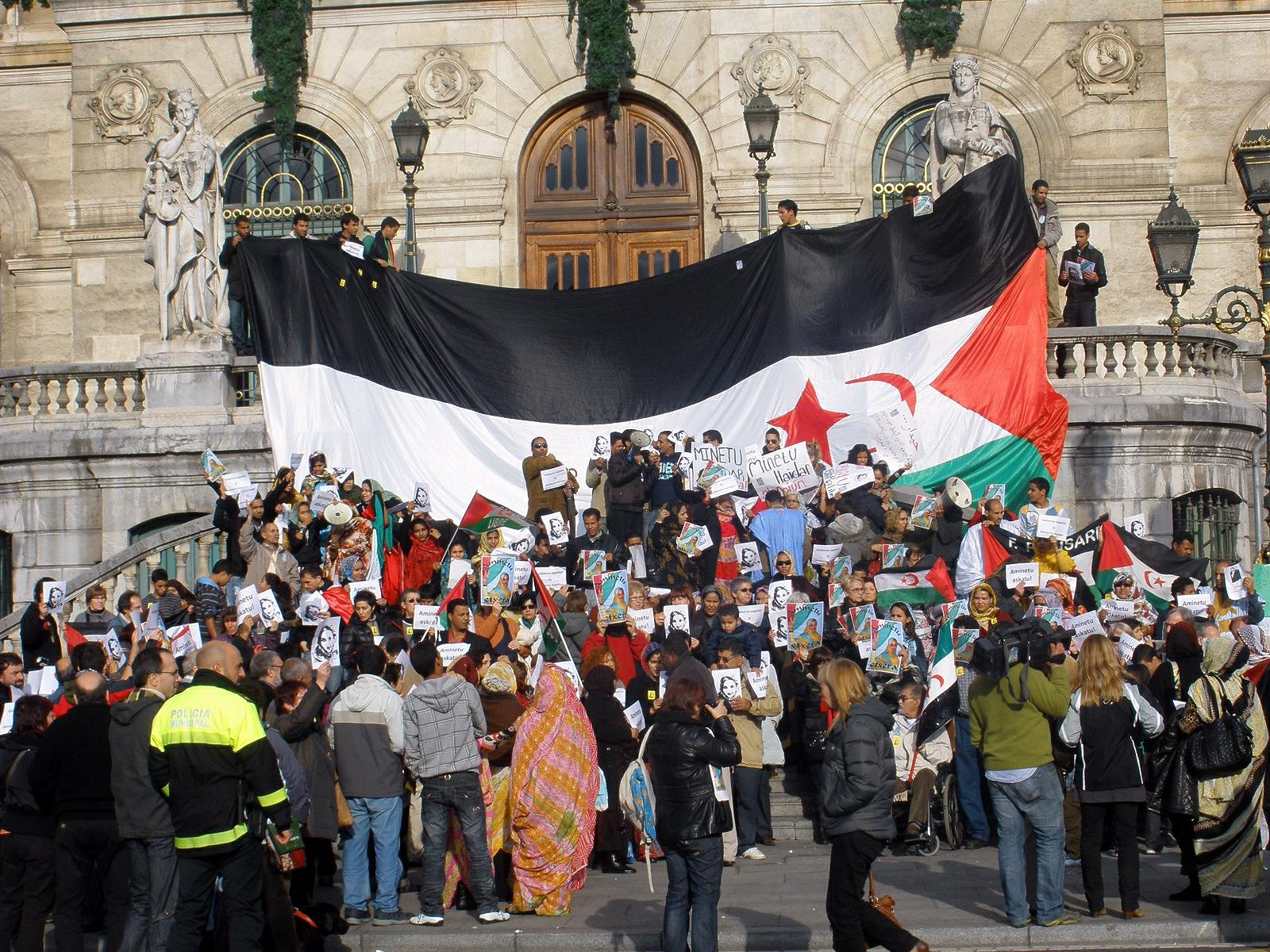
Manifestanci propagujący głodówkę Haidar na lotnisku na Lanzarocie (Bilbao, 2009)

Wysoki komisarz ONZ ds. Praw człowieka Navi Pillay wezwał 9 grudnia Maroko, aby zezwoliło Haidar na powrót. Human Rights Watch oświadczyło, że Maroko „musi cofnąć wydalenie aktywistki na rzecz praw Sahrawi, Aminatou Haidar, i pozwolić jej na wjazd do kraju, którego jest obywatelem”. Amnesty International potępiła jej wydalenie.
Wielu aktywistów i celebrytów również wyraziło poparcie dla Haidar podczas jej strajku. Argentyński laureat Pokojowej Nagrody Nobla Adolfo Pérez Esquivel wezwał rządy Hiszpanii i Maroka do podjęcia dialogu. Oświadczenia o poparciu wydali również urugwajski dziennikarz Eduardo Galeano, hiszpański aktor Javier Bardem, senator USA Jim Inhofe, noblistka Rigoberta Menchú, brytyjski muzyk Brian Eno oraz hiszpański pisarz Alberto Vázquez-Figueroa.

### Rozmowy dyplomatyczne
Hiszpański minister spraw zagranicznych Miguel Ángel Moratinos zaproponował załatwienie hiszpańskiego paszportu dla Haidaru, lecz odmówiła, domagając się zwrotu jej oryginalnego paszportu. Delegacja marokańska, która udała się na rozmowy z ministrem uznała, że „żaden kraj nie zaakceptuje powrotu osoby, która „wyrzuciła paszport” i „zrzekła się swojego obywatelstwa”.
Do 7 grudnia, trzy tygodnie po rozpoczęciu strajku głodowego, Haidar zaczęła podupadać na zdrowiu i nie miała sił, aby wstać, zaczęła również mieć problemy ze świadomością. Lekarz ze szpitala w Lanzarote poinformował, że może zostać jej tylko kilka godzin życia. Hiszpania ponownie próbowała złożyć wniosek o powrót do kraju, ale wycofała się, gdy Maroko zagroziło zakończeniem współpracy w zakresie nielegalnej imigracji, handlu narkotykami itp. 11 grudnia amerykańska sekretarz stanu Hillary Clinton skontaktowała się również z marokańskim ministrem spraw zagranicznych Taiebem Fassim Fihri z prośbą o ponowne przyjęcie działaczki do kraju.

### Powrót do kraju i ponowne aresztowanie
17 grudnia, po dwóch dniach, gdy nie była już w stanie przyjmować posiłków nawet w płynnej postaci, Haidar została przetransportowana do szpitala. Późną nocą tego samego dnia władze marokańskie ustąpiły i Haidar została wysłana samolotem z powrotem do El-Aaiún. Hiszpańskie Ministerstwo Spraw Zagranicznych przypisało tę rezolucję „skoordynowanym wysiłkom Hiszpanii, Francji i Stanów Zjednoczonych”, aby przekonać rząd Maroka, że odmowa ponownego przyjęcia Haidaru była bezproduktywna. Występując przed tłumem na lotnisku El-Aaiún, Haidar powiedziała: „To triumf, zwycięstwo w zakresie praw człowieka, międzynarodowej sprawiedliwości i sprawy Sahary Zachodniej. A wszystko to dzięki mojej presji”. Marokańscy urzędnicy stwierdzili, że rząd „był zaangażowany w przestrzeganie praw człowieka w Saharze Zachodniej i innych częściach kraju”, ale odmówił komentarza w sprawie Haidar. Niedługo później została aresztowana przez policję marokańską, a dziennikarzom nie pozwolono na nawiązanie z nią kontaktów. Po uwolnieniu z tymczasowego aresztowania kontynuowała działalność niepodległościową. 7 marca Haidar przemawiała na konferencji na Uniwersytecie w Granadzie podczas szczytu Unia Europejska-Maroko. 24 marca podczas wizyty w Waszyngtonie wezwała władze amerykańskie do wywarcia presji na Maroko, aby szanowało ono prawa człowieka oraz w sprawie praw ludu Sahrawi.

## „Casablanca 7”

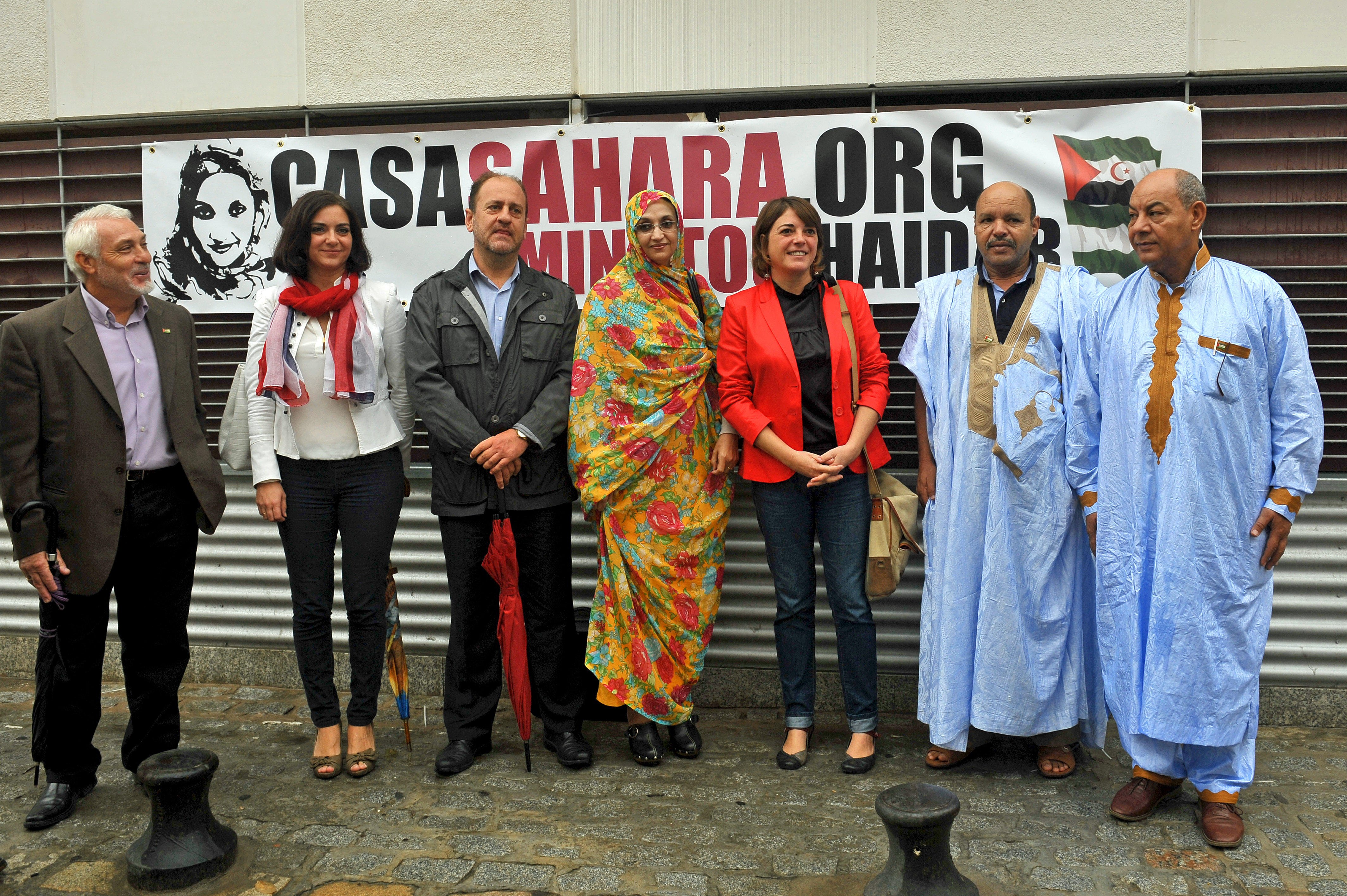
Haidar wraz z grupą „Casablanca 7" (2013)

15 października 2010 roku Haidar pojawiła się w sądzie w Casablance wraz z dziesiątkami aktywistów Sahrawi i dwudziestoma zagranicznymi obserwatorami, podczas procesu siedmiu aktywistów Sahrawi (znanego jako „Casablanca 7”). Grupa „Casablanca 7” została zatrzymana kilka miesięcy wcześniej po podróży do obozu dla uchodźców dla Sahrawi, a rząd Maroka oskarżył ją o zagrażanie bezpieczeństwu państwa. Jednym z nich był Ali Salem Tamek, wiceprezes stowarzyszenia ds. Praw człowieka organizacji CODESA. Haidar stwierdziła, że „oskarżenia rządu marokańskiego nie mają podstaw” i potępiła je jako pogwałcenie wolności słowa oskarżonych. Skrytykowała także rząd hiszpański, który oskarżyła o lekceważenie sytuacji ludu Sahrawi, mówiąc: „Rząd hiszpański łamie prawo międzynarodowe, odmawiając Saharawi uzasadnionego prawa do samostanowienia”.
1 listopada 2012 roku oświadczyła, że została zaatakowana przez policję marokańską podczas spotkania z wysłannikiem ONZ.

## Uznanie międzynarodowe
Haidar zdobyła kilka międzynarodowych nagród w uznaniu jej pracy na rzecz praw człowieka. W grudniu 2005 roku otrzymała nagrodę Hiszpańskiej Komisji ds. Pomocy Uchodźcom (CEAR). Ze względu na uwięzienie nie mogła otrzymać nagrody do maja 2006 roku. W 2008 r. Haidar wyróżniono nagrodą im. Roberta F. Kennedy'ego za obronę praw człowieka. W 2010 roku 40 członków Parlamentu Europejskiego nominowało Haidar do nagrody Sacharowa.
W maju 2013 roku udała się do Addis Abeby jako gość honorowy na Złoty Jubileusz Unii Afrykańskiej. W 2019 roku zdobyła nagrodę Right Livelihood Award za „niezachwiane, pokojowe działania, pomimo uwięzienia i tortur, w dążeniu do sprawiedliwości i samostanowienia dla mieszkańców Sahary Zachodniej”.